# Wessel Sámuel
Wessel Sámuel (Vác, 1871. – Szarajevó, 1928. április 19.) magyarországi származású zsidó rabbi, Szarajevó főrabbija.

## Élete
A váci és bonyhádi jesiván, majd Altonában és Pozsonyban tanult. Utóbbi helyen szerzett rabbioklevelet. Ezután a berni és müncheni egyetemeket látogatta és filozófiai doktorátust tett. Előbb Rotterdamban működött, majd Szarajevóban lett főrabbi 1898-tól haláláig. Hitközségében, de a széfard-ritusú hittestvérei körében is nagy tiszteletnek örvendett általánosan elismert emberszeretete miatt. Főképp az ifjúság vallásos nevelése és tanítása érdekében és az askenázi új templom építése körül fejtett ki nagy munkásságot. 
Felsőbb megbízatásra kidolgozta a boszniai és hercegovinai zsidó vallásoktatás tantervét, amelyet a kormányzat az iskolákba be is vezetett. I. Ferenc József magyar király a Ferenc József lovagrend tiszti keresztjével tüntette ki.

## Írásai
- Das Targum zum Buche Ruth
- Sephardim und Aschkenazim
- Die Geschichte der jüdischen Gemeinden in Bosnien

Több értekezést írt a The Jewish Encyclopedia-ba.